# Réserve de faune du Ferlo Nord
La réserve de faune du Ferlo Nord (RFFN) est une réserve naturelle du Sénégal située au sud du bassin du fleuve Sénégal, entre Linguère et Matam.
Comme la réserve de faune du Ferlo Sud, elle fait partie de la zone sylvo-pastorale du Ferlo.

## Histoire
Elle a été créée le 21 mars 1972 par le décret n° 72.237[réf. nécessaire].

## Caractéristiques géographiques
L'altitude est partout inférieure à 100 m.
Dans ce climat de type sahélien, les paysages sont de type steppe et savane arbustive. Parmi les espèces végétales, on observe Bombax costatum, Pterocarpus erinaceus, Combretum glutinosum, Acacia senegal, Balanites aegyptiaca ou Boscia senegalensis. Cependant la désertification ne cesse de progresser depuis quelques années.
Le territoire est traversé par plusieurs cours d'eau saisonniers, dont le Ferlo qui a donné son nom à cette zone.
La faune est de moins en moins abondante et variée. Elle est surtout riche en oiseaux. On y dénombre plus de 180 espèces telles que le calao terrestre (Bucorvus abyssinicus), la grande outarde arabe (Otis arabs), mais également de nombreux rapaces ainsi qu'une quarantaine d'espèces d'oiseaux chanteurs migrateurs paléarctiques, comme le circaète Jean-le-Blanc (Circaetus gallicus) ou le busard cendré (Circus pygargus). Le Ferlo était le seul endroit au Sénégal où vivaient encore des autruches (Struthio camelus) à l'état sauvage, il n'est pas certain qu'il en subsiste encore.
Comme dans d'autres aires protégées du Sénégal – par exemple à la réserve de Guembeul – la tortue geochelone (Sulcata geochelona) est présente.
Parmi les mammifères – rares – figurent notamment des gazelles de type Gazella rufifrons. On tente également la réintroduction d'oryx algazelle et de gazelles dama.

## Tourisme
La réserve se visite de décembre à juin.